# Гранвілл (Массачусетс)
Гранвілл (англ. Granville) — місто (англ. town) в США, в окрузі Гемпден штату Массачусетс. Населення — 1538 осіб (2020).

## Демографія
Згідно з переписом 2010 року, у місті мешкало 1566 осіб у 608 домогосподарствах у складі 448 родин. Було 647 помешкань
Расовий склад населення:
| - 97,2 % — білих - 0,6 % — чорних або афроамериканців - 0,3 % — корінних американців - 0,3 % — азіатів |

До двох чи більше рас належало 1,2 %. Частка іспаномовних становила 1,9 % від усіх жителів.
За віковим діапазоном населення розподілялося таким чином: 21,5 % — особи молодші 18 років, 65,5 % — особи у віці 18—64 років, 13,0 % — особи у віці 65 років та старші. Медіана віку мешканця становила 45,4 року. На 100 осіб жіночої статі у місті припадало 103,4 чоловіків;  на 100 жінок у віці від 18 років та старших — 101,5 чоловіків також старших 18 років.
Середній дохід на одне домашнє господарство  становив 93 351 долар США (медіана — 86 000), а середній дохід на одну сім'ю — 100 078 доларів (медіана — 89 130). Медіана доходів становила 65 216 доларів для чоловіків та 45 000 доларів для жінок. За межею бідності перебувало 8,4 % осіб, у тому числі 12,1 % дітей у віці до 18 років та 6,5 % осіб у віці 65 років та старших.
Цивільне працевлаштоване населення становило 906 осіб. Основні галузі зайнятості: освіта, охорона здоров'я та соціальна допомога — 26,8 %, виробництво — 11,5 %, будівництво — 10,7 %.